# クラシックコントローラ
クラシックコントローラは、任天堂がWii家庭用ゲーム機向けに製作したゲームコントローラである。一部のWii Uコンソールとの互換性を持つが、最終的にはWii U PROコントローラーに後継の役割を譲った。2014年4月、任天堂はクラシックコントローラおよびクラシックコントローラ PROの製造を終了したと発表した。
クラシックコントローラは、ニンテンドークラシックミニ ファミリーコンピュータやニンテンドークラシックミニ スーパーファミコンとも互換性がある。

## 歴史
Wiiリモコンが初めて公開された2005年9月、任天堂は「クラシックスタイル拡張コントローラ」として知られる伝統的なゲームコントローラに似た「シェル」を発表した。当時の説明によれば、Wiiリモコンはシェル内に収まり、ゲームプレイヤーが伝統的なスタイルのゲームパッドを使いながらリモコンのモーションセンサー機能を利用できる仕様だったという。岩田聡によれば、このシェルは「既存のゲーム、バーチャルコンソールのゲーム、多機種間のゲームをプレイするため」に意図されていた。
Wiiの機能を示す初期デモでは、1人のプレイヤーがクラシックコントローラを使用し、もう1人がWiiリモコンを2本使用して『Wii Sports』らしきゲームで対戦する様子が見られたが、この互換性は後に削除された。

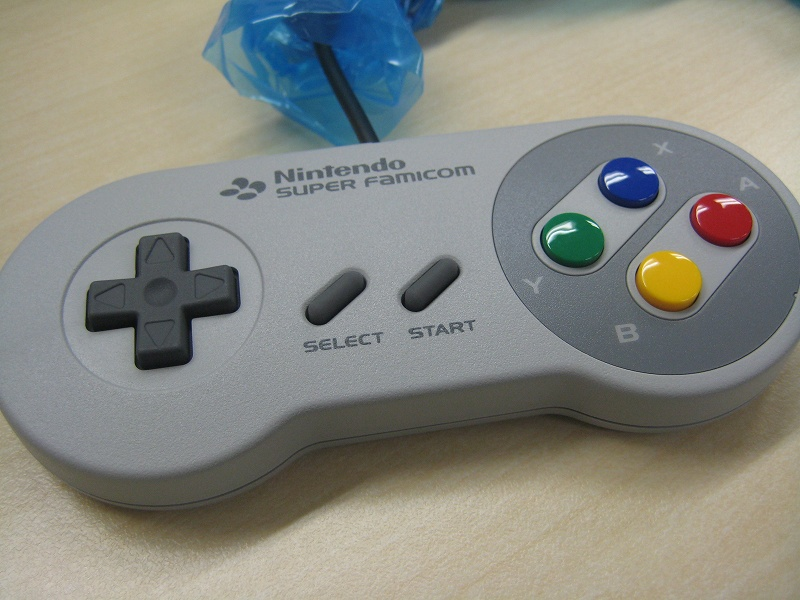
スーパーファミコン クラシックコントローラ

2006年のE3 2006で、任天堂はクラシックコントローラ（モデル番号RVL-005）を発表した。このコントローラはWiiリモコンを収納するのではなく、コードを介して接続する仕様で、これはヌンチャクと類似している。コントローラは2つのアナログスティックと、2つの追加肩ボタン（ZLおよびZRボタン）を備えている。全体の構成は、他の主要な第7世代コンソール向けのゲームパッドに似ている。
2007年11月、任天堂はクラブニンテンドー日本のプラチナ会員向け2007年の特典の一つとして、特別なスーパーファミコンクラシックコントローラをリストに挙げた。2010年には、ヨーロッパとオーストラリアのクラブニンテンドーサービスで同様のスーパーファミコン クラシックコントローラが提供された。
Wii U PROコントローラーは、Wiiコンソールの後継機であるWii U向けに開発された。見た目の類似性があるにもかかわらず、これはクラシックコントローラとは互換性がない。しかし、Wii U PROコントローラーの代わり、あるいは追加として、一部のWii Uゲームはクラシックコントローラに対応している。特に『マリオカート8』や『大乱闘スマッシュブラザーズ for Wii U』のような柔軟な操作スキームを持つゲームにおいて顕著である。なお、Wiiは前世代のシステムであるため、Wii U PROコントローラーに対応するWiiゲームは存在しないが、ホームブリューを利用してコントローラをWii上で動作させる成功例が報告されている。

## デザイン
クラシックコントローラは、Wiiリモコンに接続して使用する。コントローラには2つのアナログスティック、D-pad、および「a」「b」「x」「y」と小文字でラベル付けされたフェイスボタンが搭載されており、これは標準的なスーパーファミコンコントローラに似ている。アナログ肩ボタンである「L」と「R」、およびデジタル「Z」ボタン（ラベルは「ZL」および「ZR」）が左右の中央軸付近に配置されている。また、Wiiリモコンと同様に「–」「Home」「+」ボタンのセットが含まれており、「–」ボタンと「+」ボタンにはそれぞれ「Select」と「Start」のラベルが追加されている。クラシックコントローラの本体サイズは高さ6.57 cm (2.59 in)、幅13.57 cm (5.34 in)、厚さ2.6 cm (1.0 in)である。
コントローラの本体には裏側にスロットがあり、コントローラの上部にあるボタンを押すことで開けることができる。このスロットの機能について公式な説明はなかった。しかし、サードパーティ製ゲームアクセサリメーカーのNYKOは、このスロットに取り付けるクリップを発売した。このクリップは、Wiiリモコンを安全ジャケットを外した状態でクラシックコントローラの背面に立てて固定するものである。さらに、クリップにはコントローラの約3フィート（約91cm）のケーブルを収納できるスペースも含まれている。
クラシックコントローラの色は大半の市場で白のみ提供されていたが、2009年には日本で『モンスターハンターG』に合わせて限定版のティールとグレーのバージョンが発売された。また、2010年にはオーストラリアで『ソニック カラーズ』に同梱された青のバージョンが発売された。

## 使用用途
クラシックコントローラは、バーチャルコンソール、およびクラシックコントローラに対応するゲームとして知られる一部のWiiおよびWiiウェアゲームで使用可能である。クラシックコントローラは、ニンテンドー ゲームキューブ コントローラと共に、スーパーファミコンやNINTENDO 64のような一部のバーチャルコンソールゲームをプレイするために必要なコントローラの一つである。これらのゲームは、Wiiリモコンより多くのボタン（NINTENDO 64の場合はアナログスティックを含む）を必要とするためである。しかし、クラシックコントローラはゲームキューブのゲームをプレイする際には使用できない。Wiiメニューでは、Wiiリモコンが画面に向けられていない場合、左アナログスティックでカーソルを操作できる。クラシックコントローラはメッセージボード、設定メニュー、Wiiショッピングチャンネルを操作可能だが、他のチャンネルでは使用できない。ただし、YouTubeチャンネルでは、方向ボタンが唯一の操作方法となる（キーボードを使用する場合を除く）。
クラシックコントローラを使用している間も、それに接続されたWiiリモコンは別のプレイヤーによって使用可能である。この機能により、『バスト ア ムーブ バッシュ!』や『SpeedZone』のような一部のWiiゲームでは、1つのWiiコントローラを共有する形で最大8人のプレイヤーがマルチプレイヤーモードに参加できる。これは、コンソールに同時に接続できるWiiコントローラが最大4台であることを活用したものである。
Wii UはWiiリモコンをサポートしているため、このコントローラもWii Uで使用可能である。さらに、一部のWii U専用ゲームでもクラシックコントローラをサポートしており、例えば『TRINE 2 三つの力と不可思議の森』では対応している。また、クラシックコントローラはWii Uのホーム画面やメニューのナビゲーションにも使用可能である。

## 他のバージョン

### クラシックコントローラ PRO
2009年初頭、任天堂はクラシックコントローラ PROを発表した。このモデルは、基本的な動作は元のクラシックコントローラと同じだが、肩ボタンがデジタルのトリガー型に変更されており、水平ではなく垂直に配置されている。デザインはスーパーファミコンのコントローラではなく、ゲームキューブ コントローラのような形状を持ち、全体のレイアウトはソニーのアナログコントローラ（PlayStation用）にほぼ似ている。物理的な変更点としては、ZLおよびZRボタンが完全な肩ボタンとなり、コントローラの下部に安定性を高めるためのグリップが追加されている。また、アナログスティックが元のモデルよりも離れて配置されており、コードの位置がコントローラの底部から上部に変更されている。さらに、元のモデルにあったスプリング付きの取り付けスロットは削除された。  
クラシックコントローラ PROは、2009年8月に日本で最初に白と黒のバージョンが発売された。その後、2009年11月にヨーロッパ、2010年4月に北米で発売された（ただしヨーロッパでは黒のみ）。黒のバージョンは、『モンスターハンター3』、『ワールドサッカー ウイニングイレブン 2010』、『SDガンダム ガシャポンウォーズ』に同梱されていた。

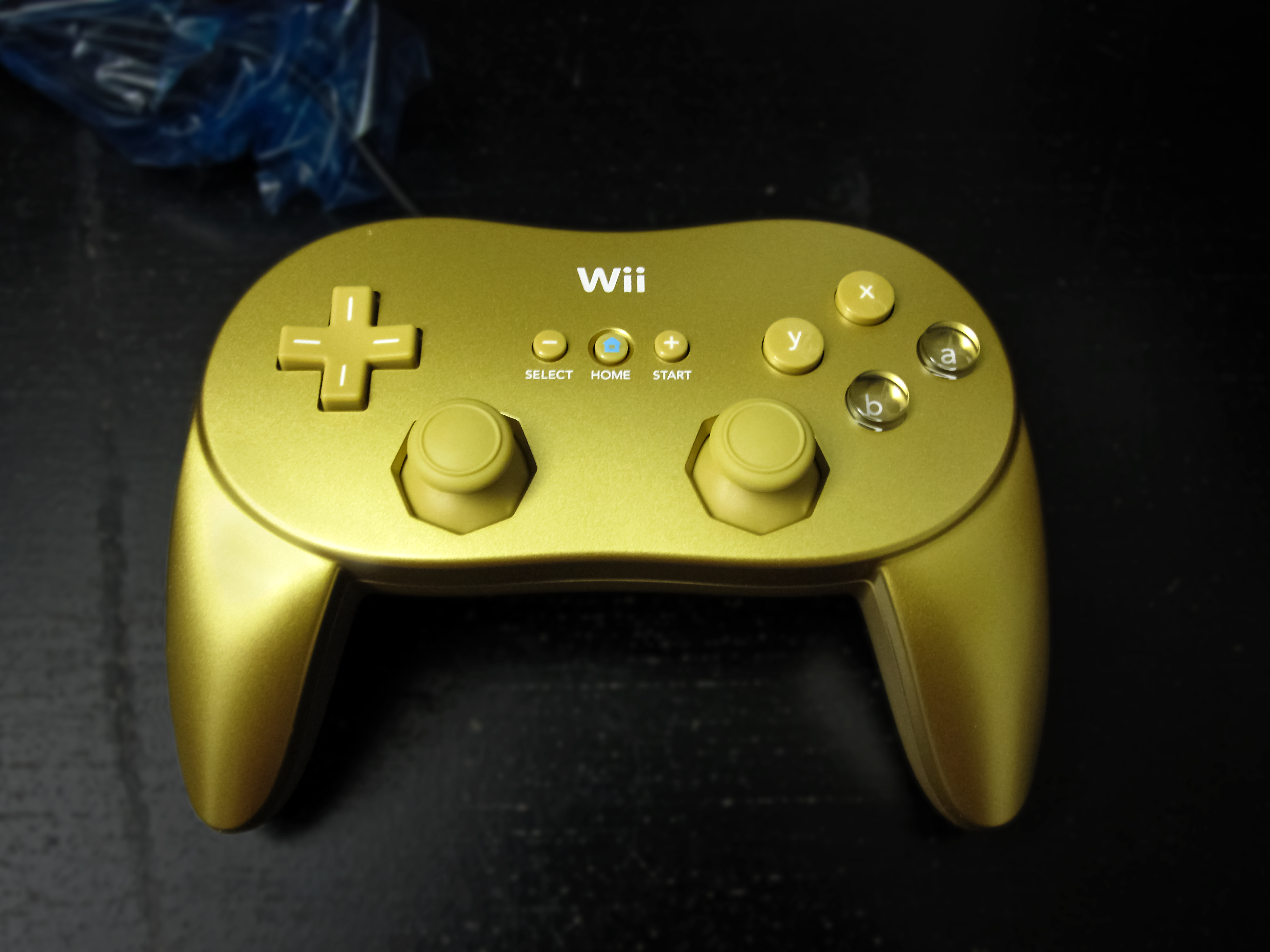
『ゴールデンアイ 007』の限定版には、ゴールドカラーのクラシックコントローラ PROが同梱されていた。

標準的なカラーに加えて、日本では『戦国無双3』に黒色で金色のアートワークが施されたバージョンが同梱されていた。また、完全にゴールドカラーのバージョンが『ゴールデンアイ 007』や日本のクラブニンテンドーの特典として提供されていた。  
赤色のバージョンは『ゼノブレイド』の限定版に同梱され、ヨーロッパで発売されていた。その後、赤色のバージョンはヨーロッパで単品販売も行われた。  
クラシックコントローラ PROでは、LとRの肩ボタンがアナログではなく、デジタルとなっている点も特徴である。

### Wii U Fight Padコントローラ
アクセサリメーカーのPDPは、2014年に公式ライセンスを受けた「Wired Fight Pad」コントローラのラインを発売した。このコントローラは、機能的には標準的なクラシックコントローラ PROと同一であるが、デザインやレイアウトはゲームキューブ コントローラに基づいている。ただし、ゲームキューブ コントローラにはない「+」「-」「Home」ボタンやデュアル肩ボタンが追加されている。発売時にはスーパーマリオのテーマのバリエーションとして、マリオ、ピーチ、ルイージ、ヨッシーカラーのバージョンが登場した。
2015年2月には、ドンキーコング、リンク、サムス、ワリオテーマの追加バリエーションが発売され、さらにメタルマリオ、キノピオ、ゼロスーツサムスのバージョンがGameStopの限定商品としてリリースされた。

### クラシックエディションコントローラ
2016年7月、任天堂はミニチュア版のニンテンドークラシックミニ ファミリーコンピュータを発表し、元のファミリーコンピュータ コントローラを模した1つのコントローラが同梱されていた。その後、2017年6月に任天堂はミニチュア版のニンテンドークラシックミニ スーパーファミコンを発表し、地域に応じて元のスーパーファミコン コントローラを模した2つのコントローラが同梱された。クラブニンテンドーでリリースされたスーパーファミコンクラシックコントローラと同様に、両コントローラはヌンチャクやクラシックコントローラに似た接続端子を備えている。
ニンテンドークラシックミニ ファミリーコンピュータおよびニンテンドークラシックミニ スーパーファミコンのコントローラは、それぞれのコンソールに接続できる。また、WiiおよびWii Uとの互換性もあり、これらのコントローラはWiiリモコンに接続することでクラシックコントローラとして認識される。これにより、WiiおよびWii Uでバーチャルコンソールゲームをプレイする際に使用可能である。ただ、クラシックコントローラをサポートする一部のWiiおよびWii Uゲームでも技術的には使用できるが、ファミコンおよびスーパーファミコン コントローラのシンプルで原始的なボタン配置のため、特定のゲームを適切にプレイすることが難しい場合や不可能な場合がある。具体的には、両コントローラにはクラシックコントローラのアナログスティック、Z肩ボタン、HOMEボタンが欠けており、ファミコン コントローラにはスーパーファミコン コントローラの肩ボタンと追加フェイスボタンが欠けている。なお、一部のWii Uのバーチャルコンソールゲームでは、ボタンマッピングを好みに合わせて変更することが可能である。

## 法的問題
Anascape Ltdは、クラシックコントローラを含む任天堂のデバイスがAnascapeの「六自由度」インターフェースデバイスに関する特許権を侵害していると主張し、任天堂を訴えた。2008年7月、裁判所はAnascapeの主張を支持する判決を下した。任天堂は、クラシックコントローラの米国内での販売を停止するよう命じられたが、その後の通告まで続行することが禁止された。任天堂は連邦巡回控訴裁判所での判決を待つ間、クラシックコントローラの販売を継続する権利を行使した。2010年4月13日、任天堂はこの控訴で勝訴し、先の裁判所の判決が覆された。